# Campillos
Campillos es un municipio español de la provincia de Málaga, en la comunidad autónoma de Andalucía. Se encuentra situado al noroeste de la provincia, en la comarca de Guadalteba y dentro del partido judicial de Antequera.
Su término municipal ocupa una superficie de 187,84 km² que se extienden por campos de cereales y olivar, abarcando también varias lagunas habitadas por flamencos y cigüeñas. Según datos del INE de 2017 cuenta con una población de 8547 habitantes. 
Campillos fue fundado en 1492.

## Geografía

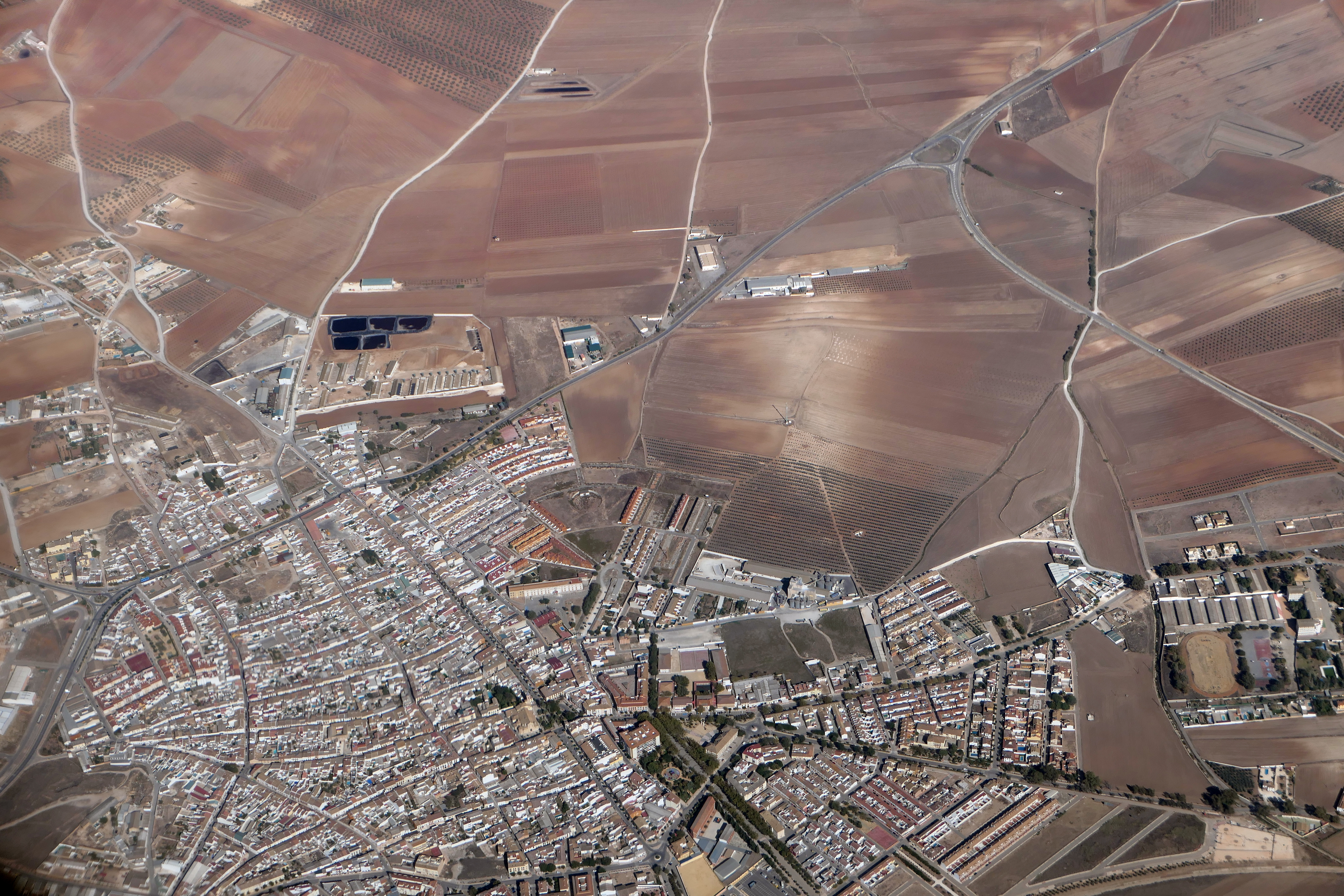
Mitad este de Campillos.

El municipio cuenta con unos 8511 habitantes, según indican el INE de 2016, se encuentra a 74 km de Málaga y a unos 30 km de Antequera y forma parte de la Comarca de Guadalteba, junto con los municipios de Almargen, Ardales, Cañete la Real, Carratraca, Cuevas del Becerro, Sierra de Yeguas y Teba.
Parte de su término municipal perteneció al antiguo municipio de Peñarrubia, desaparecido en los años setenta debido a la construcción del embalse de Guadalteba.
Sus coordenadas geográficas son 37°2′ N, 4° 51′ O. Se encuentra situada a una altitud de 461 m. 

### Flora y fauna
La mayor parte del terreno está cubierto por olivares y campos de cereal, en su parte llana y en los cerros predominan los matorrales y monte bajo. 
En Campillos está la zona de humedales de la provincia de Málaga (muy cerca se encuentra Fuente de Piedra, con su famosa laguna) y en su término existen unas siete lagunas que son la Dulce, Salada, Redonda, Capacete, Marcela, Cerrero y Camuñas (en la actualidad alguna está cegada), siendo las más importantes la laguna Salada y la laguna Dulce, en la que podemos ver aves diversas, como patos, flamencos, fochas, etc. A pesar de que estas lagunas están secas gran parte del año, han sido declaradas Reserva Natural Lagunas de Campillos por la Agencia de Medio Ambiente de la Junta de Andalucía. Para dar más visibilidad a esta reserva natural, a su cuidado y conservación, en junio de 2021 se inauguró el centro de interpretación de Las Lagunas de Campillos que muestra de manera gratuita las lagunas en todo su esplendor, así como las aves que se pueden ver en el entorno a tamaño real.

### Climatología
Campillos tiene un clima mediterráneo seco, con una media de 510 mm al año, pero tiene un clima de temperaturas extremas, con máximas en verano de entre 35 y 40 °C y mínimas en invierno de hasta -5 °C. La temperatura máxima histórica registrada ha sido de 46 °C y la mínima de -10,5 °C.

## Historia

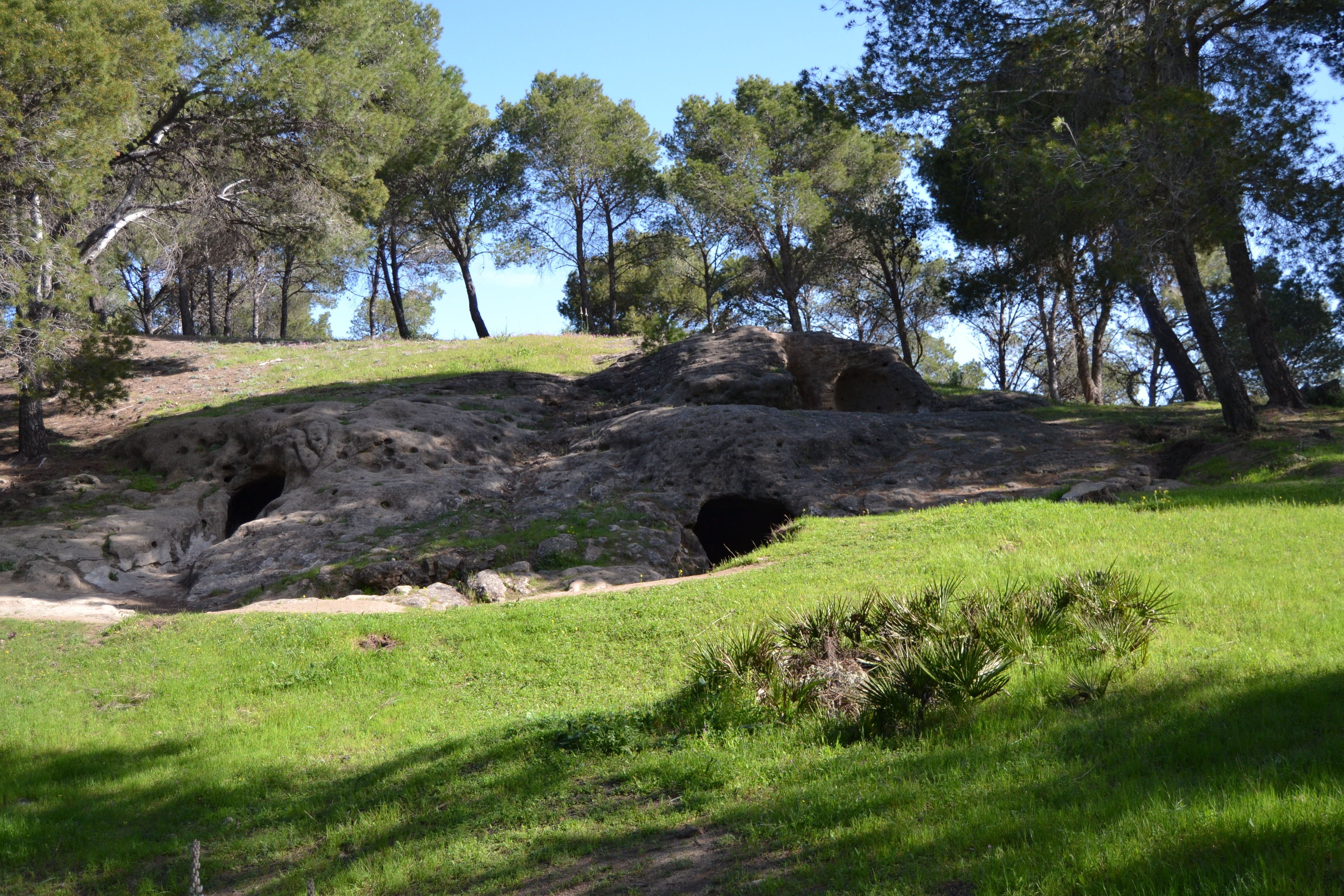

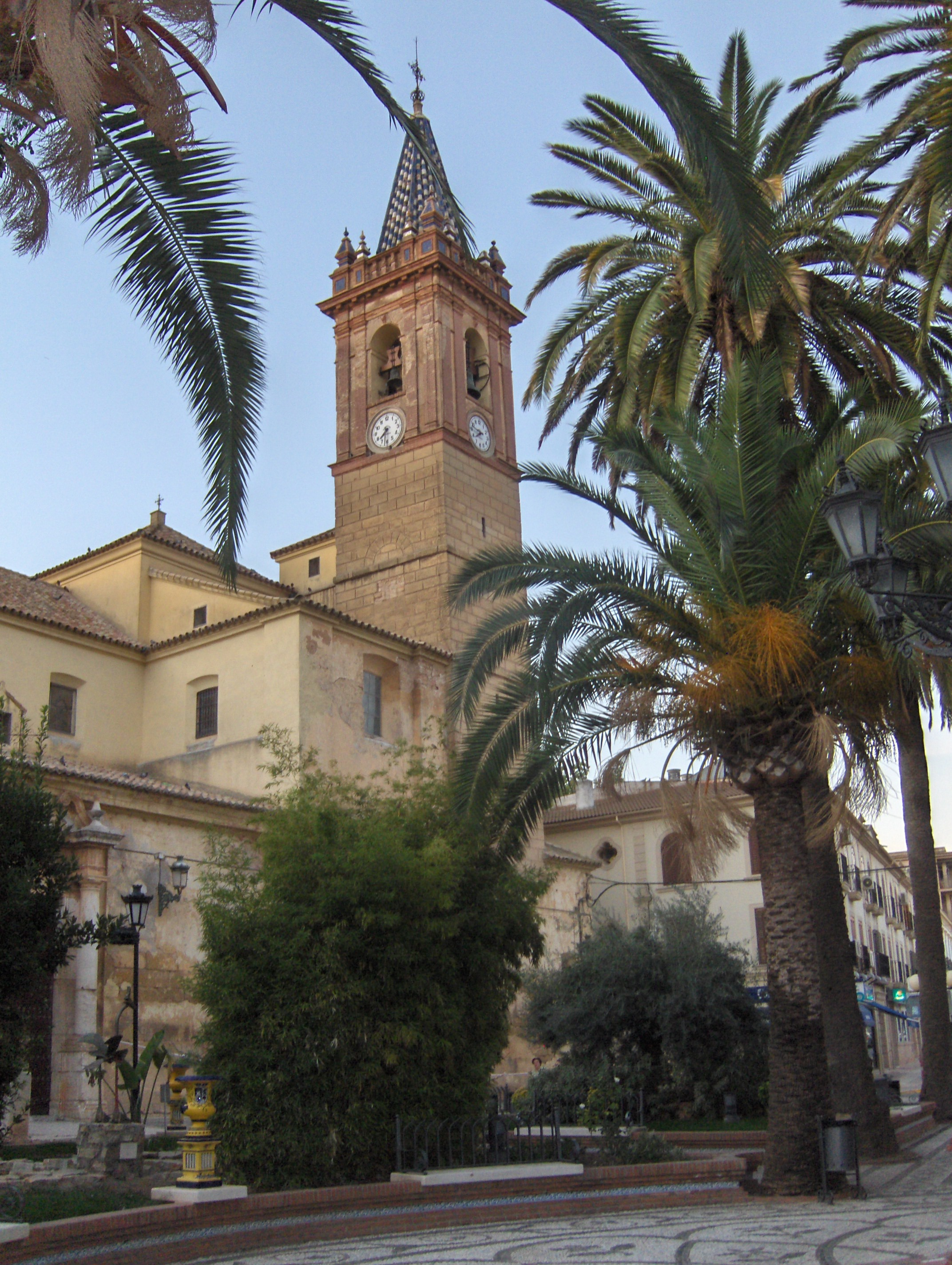
Entre las construcciones de Campillos destaca la iglesia parroquial de Nuestra Señora del Reposo.

Campillos fue fundado en 1492 por autorización de los Reyes Católicos.
El rey Carlos II, con fecha 6 de noviembre de 1680, concede a Campillos el privilegio de villazgo con jurisdicción plena, eximiéndolo de Teba (del que dependía administrativamente hasta entonces) y fue nombrado cabeza de partido judicial en 1821.
Durante el tramo final del siglo XIX la alcaldía de Campillos estuvo copada por representantes de las élites económicas locales, en clara alternancia entre los miembros del partido conservador y los del liberal. Ya entrado el siglo XX, sucede una tónica de reparto de poder entre las familias Casasola e Hinojosa, que con pocas excepciones copan la alcaldía entre 1891 y 1923. Del clientelismo electoral propio del sistema caciquista da cuenta incluso un historiador tan poco sospechoso de imparcialidad como Baltasar Peña Hinojosa:

La entrega de votos no se hacía, sin embargo, graciosamente. El político favorecido por ello tenía en reciprocidad que mantenerse en servicio constante hacia sus electores. Buena muestar de ello eran los recibos impagados de luz eléctrica en el negocio de los Sres. Hinojosa. Más de cincuenta familias recibían la luz gratis en correspondencia o recuerdo de favores electorales.

La llegada al poder de Primo de Rivera se testimonia en Campillos el 2 de octubre de 1923, cuando el alcalde hasta entonces  gobernante es sustituido por Juan Gallegos Cuéllar. Según Baltasar Peña Hinojosa, durante el período de alcaldía de Gallegos Cuéllar (1924-1930) fueron tramitadas la construcción del grupo escolar Manzano Jiménez (entonces Reina Victoria), la del nuevo cementerio, la de la plaza de Abastos, la del cuartel de la Guardia Civil y la de una nueva acometida de aguas. 
Los inicios del movimiento obrero en Campillos se vinculan a la Sociedad de Trabajadores El Primero de Mayo, germen de la agrupación socialista local en la que tendría un gran papel Benito Luna Anoría. En las elecciones municipales de abril de 1931 las candidaturas republicanas resultaron mayoritarias en el municipio y, proclamada la República, Campillos pasó a estar gobernado por el PSOE. Los primeros alcaldes democráticamente elegidos en la historia del municipio fueron Francisco Oliva González, Cristóbal Barquero Reina y Pedro Velasco Olmo. Entre otras medidas destacadas, el ayuntamiento republicano tomó las siguientes:
- Regulación del sistema de contratación y combate del paro forzoso a través de tres medidas clave: la creación de una bolsa de trabajo, la aplicación de la Ley de Términos Municipales y la dinamización de una reforma agraria para optimizar el suelo a cultivar.
- Fomento de obras públicas (Camino vecinal a Teba, Arroyo del Rincón, conducción de aguas, camino de la estación...) con el fin de emplear en ellas a buena parte de los obreros sin trabajo en el municipio.
- Organización y mejora de la clínica de urgencia.
- Mejora y dotación del grupo escolar Reina Victoria, cuyo nombre se cambia por Manzano Jiménez.
- Fomento de la vivienda social a través de la Cooperativa de casas baratas Pablo Iglesias.[5]

Campillos cayó en manos de las tropas sublevadas el 13 de septiembre de 1936.

## Demografía
Cuenta con una población de 8499 habitantes (INE 2024).
| Gráfica de evolución demográfica de Campillos entre 1842 y 2021 |
| |
| Población de derecho según los censos de población del INE Población de hecho según los censos de población del INEEntre el censo de 1981 y el anterior, crece el término del municipio porque incorpora a 29078 (Peñarrubia) |

## Economía

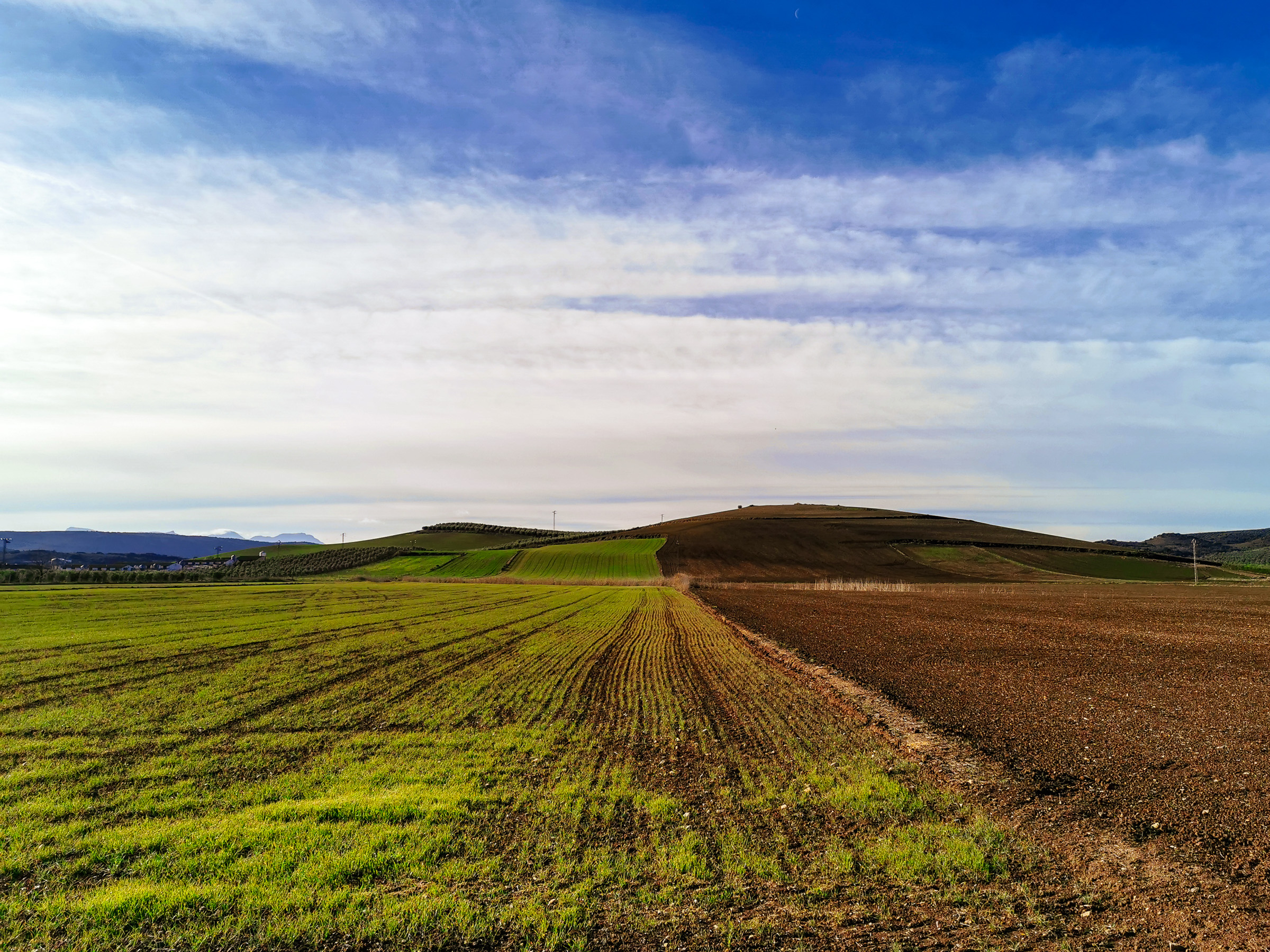
Campos de cultivo al sur de Campillos

Predominantemente sus habitantes se dedican a la agricultura, aunque también hay una importante industria peletera, así como a la ganadería, siendo importante la numerosa cabaña de porcino.
En cuanto al sector terciario, o de servicios, existen numerosos comercios y centros de enseñanza como son el colegio La  Milagrosa, el colegio Manzano Jiménez, el colegio San José y el instituto Camilo José Cela, que alberga estudiantes de todos los alrededores como puede ser Teba, Ardales, Sierra de Yeguas y Almargen. Los colegios La Milagrosa y  San José, en especial este último, fueron muy famosos durante la última década de la dictadura y la primera de la democracia española por la dureza y eficacia de sus sistemas educativos. Estos centros eran considerados el último recurso educativo privado de la sociedad española, especialmente la andaluza.

### Evolución de la deuda viva municipal
| Gráfica de evolución de Deuda viva del Ayuntamiento de Campillos entre 2008 y 2020                                   |
| |
| Deuda viva del Ayuntamiento de Campillos en miles de euros según datos del Ministerio de Hacienda y Función Pública. |

## Política y administración
La administración política del municipio se realiza a través de un Ayuntamiento de gestión democrática cuyos componentes se eligen cada cuatro años por sufragio universal. El censo electoral está compuesto por todos los residentes empadronados en Campillos mayores de 18 años y nacionales de España y de los restantes Estados miembros de la Unión Europea. Según lo dispuesto en la Ley del Régimen Electoral General, que establece el número de concejales elegibles en función de la población del municipio, la corporación municipal de Campillos está formada por 13 concejales. En la legislatura del 2023-2027,  PSOE de Andalucía Tiene 5 concejales y gobierna en minoría frente a 5 concejales del PP y 3 de Izquierda Unida.
| Periodo   | Nombre                        | Partido  |
| --------- | ----------------------------- | -------- |
| 1979-1983 | Fernando Parejo Romero        | PSOE-A   |
| 1983-1987 | Pedro Benítez Sánchez         | PSOE-A   |
| 1987-1991 | Pedro Benítez Sánchez         | PSOE-A   |
| 1991-1995 | Pedro Benítez Sánchez         | PSOE-A   |
| 1995-1999 | Pedro Benítez Sánchez         | PSOE-A   |
| 1999-2003 | Pedro Benítez Sánchez         | PSOE-A   |
| 2003-2007 | Pedro Durán Morgado           | IU-LV-CA |
| 2007-2011 | Jesús Manuel Galeote Albarrán | PSOE-A   |
| 2011-2015 | Jesús Manuel Galeote Albarrán | PSOE-A   |
| 2015-2019 | Francisco Guerrero Cuadrado   | IU-LV-CA |
| 2019-2023 | Francisco Guerrero Cuadrado   | IU-LV-CA |
| 2023-act. | Daniel Gómez Aguilar          | PSOE-A   |

| Candidatura     | Votos | %      | Escaños |
| --------------- | ----- | ------ | ------- |
| PSOE            | 1.700 | 38,03% | 5       |
| PP              | 1.486 | 33,25% | 5       |
| Con Andalucía   | 1.124 | 25,15% | 3       |
| Vox             | 111   | 2,48%  | 0       |
| Votos en blanco | 48    | -      | n/a     |

### Alcaldes 1936-1979
- Tomás Palop Campos (13 de septiembre de 1936-20 de octubre de 1936)
- Antonio Avilés Fontalva (20 de octubre de 1936-15 de enero de 1937)
- Eulogio Monteagudo Garrido (15 de enero de 1937-1 de abril de 1939)
- Federico Manzano Sancho (1 de abril de 1939-24 de enero de 1940)
- Antonio Llamas Campos (24 de enero de 1940-14 de junio de 1943)
- Francisco Ruiz Acedo (14 de junio de 1943-3 de febrero de 1952)
- Manuel Recio Campos (3 de febrero de 1952-13 de mayo de 1965)
- Bartolomé Cuéllar (13 de mayo de 1965-14 de octubre de 1965)
- Juan Cantano Solís (14 de octubre de 1965-25 de enero de 1976)
- César Rodríguez Docampo (25 de enero de 1976-octubre de 1977)
- Juan Garceso Gómez (noviembre de 1977-junio de 1979)[11]

## Monumentos y lugares de interés

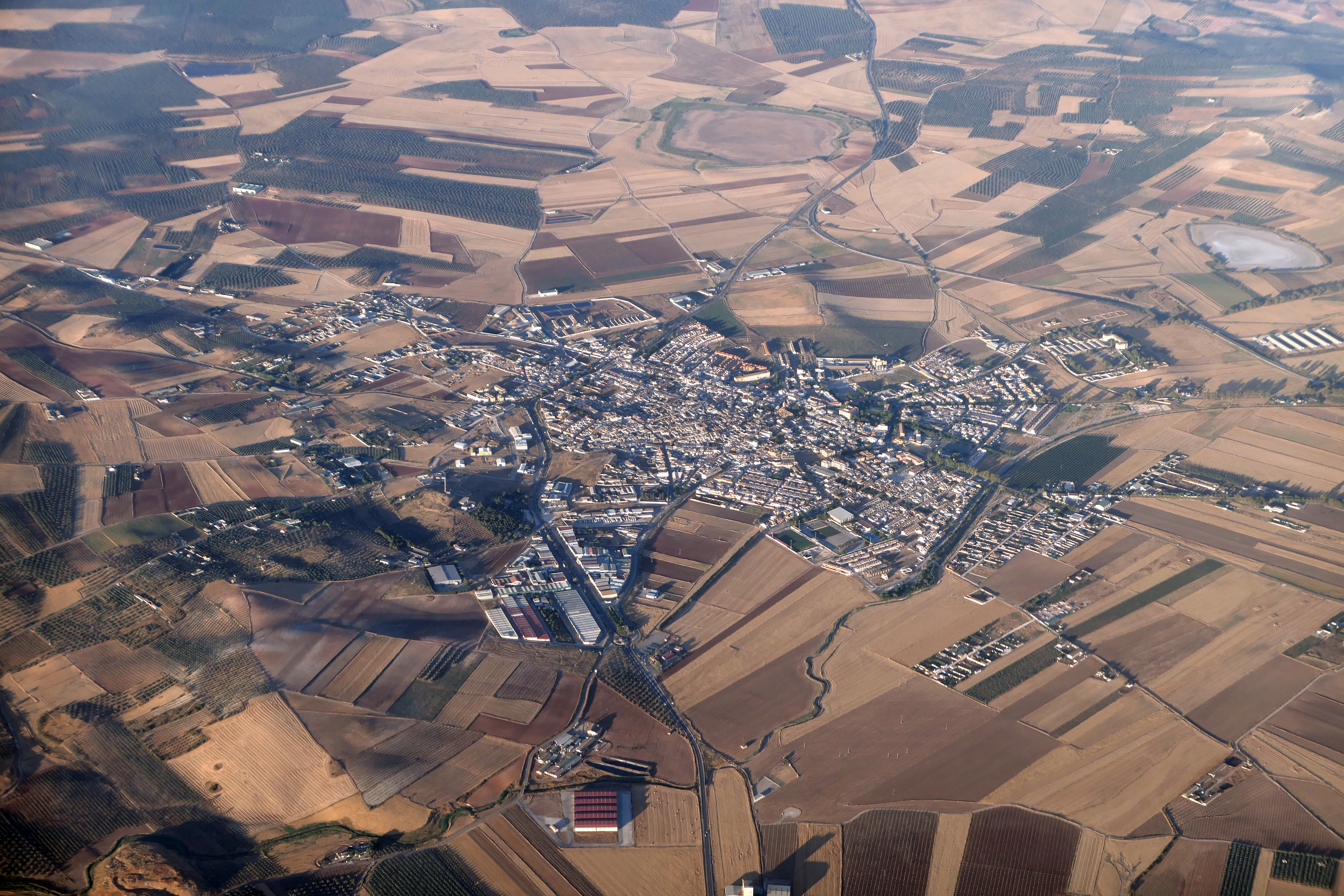
Vista aérea.

El núcleo urbano está formado por una combinación de casas señoriales y modernos edificios de reciente construcción, siendo su principal monumento la iglesia de Nuestra Señora del Reposo (patrona del pueblo) declarado BIC en 2004 y cuya construcción data del siglo XVI (1506), aunque el edificio sufrió importantes modificaciones a finales del siglo XVIII y principios del XIX hasta dejarlo con la actual configuración, especialmente en su fachada principal, que es del barroco y está considerada como una de las más bellas de la comarca antequerana. También destacan las ermitas de San Benito, patrón del pueblo, y de San Sebastián. Existen importantes restos arqueológicos muestras de pobladores primitivos que habitaron por el lugar, entre los que cabe destacar los yacimientos funerarios de la Necrópolis de las Aguilillas, el Cortijo de las Mezquitas y otros muchos muestra de colonizadores romanos y árabes.

## Cultura

### Gastronomía
La gastronomía viene determinada por los productos que se cosechan en la tierra, con predominio del aceite de oliva y la harina. En lo referente a entrantes la gran especialidad es la Porra Campillera, elaborada a base de miga de pan, tomate, aceite de oliva, pimiento morrón y ajo, acompañada de atún y aceitunas, sin olvidar unos taquitos de jamón; y el salmorejo que se elabora a base de naranjas y pescado frito, bacalao o atún, según el gusto.
La cocina campillera utiliza mucho, al igual que el resto de pueblos de la zona, los productos del cerdo, destacando así platos como el cocido, lomo en manteca, carne en churrasco o chacinas. 
De postre la especialidad son los dulces de elaboración artesana como pueden ser las magdalenas caseras y los bollos de aceite, dulces elaborados especialmente en Semana Santa.

### Fiestas

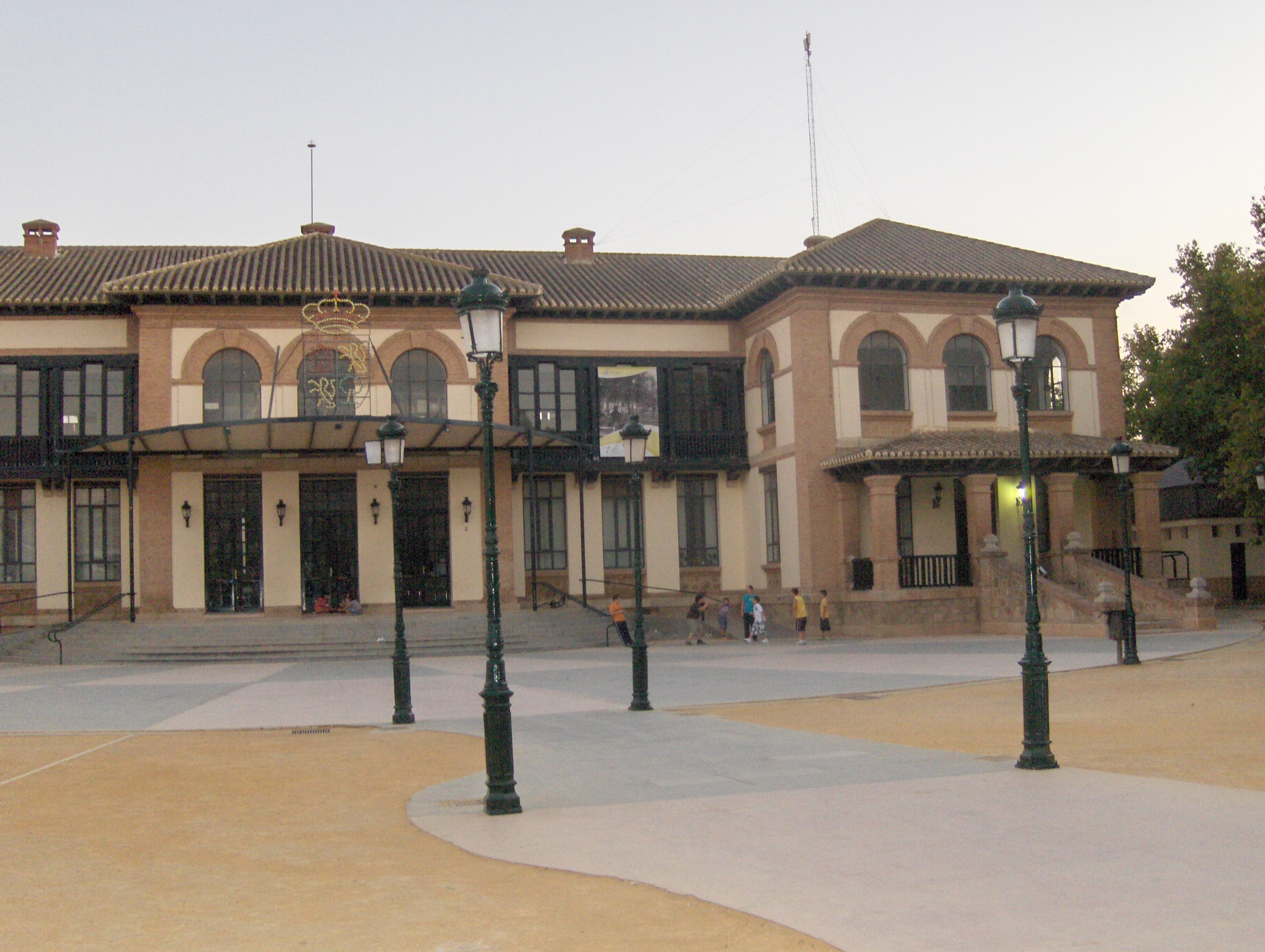
Ayuntamiento.

Otro aspecto a destacar en el pueblo de Campillos son sus fiestas, como pueden ser 
La Cabalgata de Reyes Magos, por sus carrozas y por las horas que está la cabalgata en las calles del pueblo
Las fiestas del carnaval. Cuando se celebraba a escondidas surgió la agrupación "Amigos del Carnaval", que volvió a poner esta fiesta de moda, recuperando viejas tradiciones como el concurso de agrupaciones carnavalescas.
La Feria del pueblo, que empieza la semana del 15 de agosto y une a numerosas entidades que montan casetas para la diversión de grandes y pequeños. La Semana Santa, que constituye, junto con la feria, la mayor y más famosa de las fiestas, está clasificada como punto de Interés Turístico Nacional de Andalucía
También destaca el día 11 de julio, donde se festeja el día del Patrón de pueblo, San Benito, con una verbena popular. También en primavera y cada dos años se celebraba una importante exposición de ganado y  las Jornadas Veterinarias dentro del marco del Exporc (jornadas porcinas). Campillos es una de las poblaciones productoras de ganado porcino más importantes dentro del territorio nacional.